# Agaeocera scintillans
Agaeocera scintillans är en skalbaggsart som beskrevs av Waterhouse 1882. Agaeocera scintillans ingår i släktet Agaeocera och familjen praktbaggar. Inga underarter finns listade i Catalogue of Life.